# Gisela Kraft
Gisela Kraft (* 28. Juni 1936 in Berlin; † 5. Januar 2010 in Bad Berka) war eine deutsche Schriftstellerin und literarische Übersetzerin aus dem Türkischen.

## Leben
Gisela Kraft wuchs in Berlin auf. Von 1956 bis 1959 absolvierte sie eine Schauspiel- und Eurythmie-Ausbildung in Berlin, Stuttgart und Dornach. Von 1960 bis 1972 war sie an verschiedenen Theatern tätig. 1972 begann sie ein Studium der Islamwissenschaft an der FU Berlin, das sie 1978 mit einer Dissertation über den türkischen Dichter Fazıl Hüsnü Dağlarca zum Doktor der Philosophie abschloss. Von 1978 bis 1983 war sie wissenschaftliche Mitarbeiterin am Institut für Islamwissenschaft der Freien Universität Berlin. Von 1980 bis 1982 war sie Vorsitzende der Neuen Gesellschaft für Literatur in Berlin und engagierte sich im Rahmen der Friedensbewegung in der Initiative Künstler für den Frieden. Im November 1984 übersiedelte die überzeugte Sozialistin nach Ost-Berlin. Ab 1997 lebte sie in Weimar, bis sie 2010 nach langer Krankheit während eines Klinikaufenthaltes im benachbarten Bad Berka starb.
Gisela Kraft verarbeitete in ihrer Lyrik und Prosa die Eindrücke ihrer Reisen in den Nahen Osten und ihrer wissenschaftlichen Beschäftigung mit der türkischen Kultur. Daneben ist sie als Übersetzerin aus dem Türkischen hervorgetreten. Für diese Arbeiten erhielt sie 2006 den Weimar-Preis und 2009 für ihre Nachdichtung von Nâzım Hikmets Die Namen der Sehnsucht den Christoph-Martin-Wieland-Preis.

## Werke
- Die Überfahrt des Franziskus, Spieltext, Bärenreiter Verlag, Kassel 1977
- Fazil Hüsnü Dağlarca – Weltschöpfung und Tiersymbolik, Dissertation, Klaus Schwarz Verlag, Freiburg im Breisgau 1978
- Eines Nachts in der Zeit, Gedichte, Edition der 2, Berlin 1979
- Die Schlange Gedächtnis, Märchen, Harran Verlag, Berlin 1980
- Wovon lebt der Mensch, (nach Lew Tolstoi). Spieltext, Bärenreiter Verlag, Kassel 1980
- Yunus Emre, Pir Sultan Abdal. Mit Bergen mit Steinen – Nachdichtung und Randtexte, Harran Verlag, Berlin 1981
- Istanbuler Miniaturen, Gedichte, Verlag Eremiten-Presse, Düsseldorf 1981
- Aus dem Mauer-Diwan, Gedichte, Verlag Eremiten-Presse, Düsseldorf 1983
- Schwarzwild, Geschichten, LCB-Editionen 73, Berlin 1983
- Müllname oder Vom Abschied der Gegenstände, Erzählung, Verlag Eremiten-Presse, Düsseldorf 1984
- An den zeitlosen Geliebten, Gedichte, Verlag Eremiten-Presse, Düsseldorf 1985
- Katze und Derwisch, Gedichte, Aufbau Verlag, Berlin & Weimar 1985, erweiterte Ausgabe 1989
- Sintflut, Märchen und Träume, Mitteldeutscher Verlag, Halle/Saale 1990
- Prolog zu Novalis, Roman, Aufbau Verlag, Berlin & Weimar 1990
- West-östliche Couch – Zweierlei Leidensweisen der Deutschen, Noten und Abhandlungen, Aufbau Taschenbuch Verlag, Berlin 1991
- Keilschrift, Gedichte, Aufbau Verlag, Berlin & Weimar 1992
- Zu machtschlafener Zeit, Postpolitisches Fragment, Dietz Verlag, Berlin 1994
- Madonnensuite, Romantiker-Roman, Verlag Faber & Faber, Leipzig 1998
- Prinz und Python, Erzählung, Verlag Eremiten-Presse, Düsseldorf 2000
- Schwarz wie die Nacht ist mein Fell, Katzenverse & Collagen, quartus Verlag, Bucha bei Jena 2001
- Rundgesang am Neujahrsmorgen, Eine Familienchronik, Edition Muschelkalk, Wartburg Verlag, Weimar 2001
- Matrix, Gedichte, Eremiten-Presse, Düsseldorf 2003
- Planet Novalis, Roman in 7 Stationen, Verlag Faber & Faber, Leipzig 2006
- Aus Mutter Tonantzins Kochbuch, 33 Gedichte, quartus-verlag, Bucha bei Jena 2006
- Weimarer Störung: Gedichte aus dem Nachlass, Edition Muschelkalk, Bd. 33, hrsg. von Kai Agthe, Wartburg Verlag, Weimar 2010
- Mein Land, ein anderes – Deutsch-deutsche Erinnerungen, Edition Azur, Dresden 2013

## Herausgeberschaft
- Heinz Kahlau: Daß es dich gibt, macht mich heiter, Düsseldorf 1982
- Neuberlinisch in sieben Sprachen, Berlin 1983
- Lyrik aus der DDR, Düsseldorf 1988

## Übersetzungen
- Fazıl Hüsnü Dağlarca: Brot und Taube, Berlin 1984
- Fazıl Hüsnü Dağlarca: Komm endlich her nach Anatolien, Berlin 1981
- Yunus Emre & Pir Sultan Abdal: Mit Bergen mit Steinen, Gedichte –Dağlar ile taşlar ile, Harran Verlag, Berlin 1981
- Nâzim Hikmet: Bleib dran, Löwe!, Berlin 1984 (übersetzt zusammen mit H. Wilfrid Brands)
- Nâzim Hikmet: Die Liebe ein Märchen, Berlin 1987
- Nâzim Hikmet: Schakale, Frankfurt am Main 1981
- Nâzim Hikmet: Unterwegs, Frankfurt am Main 1981
- Nâzim Hikmet: Die Namen der Sehnsucht, Zürich 2008
- Marja Krawcec: Ralbitzer Sonntag, Düsseldorf 1993
- Aziz Nesin: Surnâme, Düsseldorf 1988
- Vasif Öngören: Die Küche der Reichen, Berlin 1980
- Aras Ören: Deutschland, ein türkisches Märchen, Düsseldorf 1978
- Aras Ören: Die Fremde ist auch ein Haus, Berlin 1980
- Aras Ören: Mitten in der Odyssee, Düsseldorf 1980
- Aras Ören: Privatexil, Berlin 1977
- Bekir Yıldız: Südostverlies, Berlin 1987
- Bekir Yıldız: Topkapi-Harran einfach, Berlin 1983